# Tamba corealis
Tamba corealis är en fjärilsart som beskrevs av John Henry Leech 1889. Tamba corealis ingår i släktet Tamba och familjen nattflyn. Inga underarter finns listade i Catalogue of Life.